# Virlana Tkacz
Virlada Tkacz (23 de Junho de 1952 em Newark, Nova Jérsia), de ascendência ucraniana e americana,  é a directora e fundadora do grupo teatral Yara Arts Group, a companhia–residente do teatro do renome mundial chamado La MaMa Experimental Theatre Club de Nova Iorque.
Virlana Tkacz estudou no colégio Bennington College e foi graduada pela Universidade Columbia, onde obteve o grau académico do Mestre de Belas Artes em Encenação Teatral. Com o grupo Yara ela criou dezoito peças teatrais originais, baseadas na poesia contemporânea e as canções tradicionais, cânticos, mitos, história e lendas. Embora tendo como a base o material tradicional, as peças teatrais do grupo Yara são essencialmente experimentais, empregam as projecções fílmicas e técnicas musicais complexas, tentando explorar o nosso relacionamento com o Tempo e a Consciência.

## Produção Teatral
Virlana Tkacz criou dez peças teatrais originais em colaboração com as companhias de teatro experimental, provenientes dos diferentes países da Europa do Leste. Estas peças foram exibidas no teatro La MaMa em Nova Iorque e nos maiores teatros de Kyiv, Kharkiv e Lviv, nos festivais teatrais internacionais, nos diversos centros culturais. Eles incluem A Light from the East (A Luz do Leste), Explosions (Explosões), Blind Sight (Sinal Cego), Yara’s Forest Song (O Canto do Bosque da Yara), Waterfall/Reflections (Quedas de Água / Reflexões), em colaboração com a cantora popular ucraniana Nina Matvienko, Kupala, Swan (Cisne), Koliada: Twelve Dishes (Koliada: Doze Pratos), Still the River Flows (O Contínuo Fluir do Rio) e Song Tree (A Árvore das Canções) em colaboração com Bob Holman
 

Em 1996 ela começou trabalhar com os artistas nativos da Buriátia, região recôndita da Sibéria. Juntos, eles criaram seis peças originais, começando pelo Virtual Souls (As Almas Virtuais). Baseados no folclore, tradições e os cânticos dos xamãs do povo buryat, as peças foram exibidas no teatro La MaMa, em Ulan Ude, no Teatro Nacional da Buriátia e durante o Festival do Teatro Experimental em Kyiv. A Virlana Tkacz organizou duas expedições à região Aga-Buryat, em 1997 e 1999, procurando recolher as canções, lendas e histórias da Burátia.
Em 2001 Virlana Tkacz criou a peça teatral Obo: Our Shamanism (Obo: O Nosso Xamanismo), baseada nos rituais dos xamãs, que ela própria testemunhou na sua viagem a Sibéria. Em 2001 ela também viajou a Mongólia para gravar as canções e lendas buryat, que serviram de inspiração para o show Howling (Uivo). O seu show, The Warrior’s Sister (A Irmã do Guerreiro), foi baseado na canção épica buryat, traduzida em inglês em colaboração com Sayan Zhambalov e Wanda Phipps.”
Em 2005 Sra. Tkacz trabalhou na tradução do poema épico Janyl Myrza, escrito no século XVII na Quirguízia, sobre a mulher – guerreira. A peça Janyl, foi encenada pelo colectivo conjunto dos artistas do grupo Yara e o Teatro Nómada Sakhna da Quirguízia, sendo exibida ao público em 2007 em Bisqueque. Em 2008 Virlana Tkacz criou a peça “Er Toshtuk”, baseada em um dos poemas épicos mais antigos da Quirguízia sobre a viagem mágica e irónica ao mundo subterrâneo.
As suas peças foram demonstradas no Festival da Arte Tucana no Rio de Janeiro e no teatro Het Muziektheatre em Amesterdão. Sra. Tkacz trabalhou com David Rousseve na peça Mana Goes to the Moon, dirigiu o Conjunto de Americanos Nativos (índios dos EUA) e o Projecto Feminino na Ilha Coney.
Virlana Tkacz foi a professora sénior no Instituto Teatral de Kyiv em 2002 e em Bisqueque em 2008. Ela orientou as oficinas teatrais no Instituto do Verão de Harvard durante onze anos consecutivos, leccionou na Escola do Drama de Yale e Escola Tisch das Artes na Universidade da Nova Iorque. Ela colaborou com os seguintes encenadores teatrais: Andrei Serban, Ping Chong, George Ferencz e Wilford Leach no teatro La Mama, e com Sir Peter Hall no Broadway e Michael Bogdanov no Teatro Nacional de Londres.

## Livros e Traduções
Desde 1989  Tkacz trabalha em colaboração com a poetisa afro–americana Wanda Phipps na tradução de poesia ucraniana. O seu trabalho é habitualmente usado em peças teatrais do grupo Yara, além de ser publicado nas revistas literárias, antologias da poesia e CD. As suas traduções, usadas pelo grupo Yara foram publicadas em 2008 em uma antologia bilingue inglês – ucraniana In a Different Light (Na Luz Diferente). Conjuntamente com a Wanda Phipps, Virlana Tkacz foi galardoada com o Prémio de Tradução Agni, recebeu sete bolsas de tradução do NYSCA e o Prémio do Fundo Nacional da Tradução Teatral pelo sua tradução do drama poético “A Canção do Bosque”, da autoria da poetisa ucraniana Lesia Ukrayinka. Em 2005 Sra. Tkacz foi galardoada pela Irmandade da Tradução Poética, pelo sua tradução do espólio poético do poeta ucraniano contemporâneo Serhiy Zhadan.
Sra. Tkacz publicou vários artigos sobre a história do Teatro nas revistas como: Theatre History Studies, Journal of Ukrainian Studies, Canadian Slavonic Papers, e Canadian-American Slavic Studies, escreve sobre o seu próprio trabalho teatral nas páginas do American Theatre. Actualmente prepara o livro sobre a história das artes em Kyiv dos anos 1920, a publicar pela University of Toronto Press da Universidade de Toronto. Em 2007 Virlana Tkacz recebeu a distinção do Presidente Viktor Yushchenko de “Artista Honorária da Ucrânia.”

## Produções teatrais criadas com o grupo teatral Yara
- 2009 Er Toshtuk
- 2007 Janyl
- 2005 Koliada: Doze Pratos
- 2004 A Irmã do Guerreiro
- 2003 Cisne
- 2002 Uivo
- 2002 Kupala
- 2001 Obo: O Nosso Xamanismo
- 2000 A Árvore das Canções
- 2000 Círculo
- 1998-99 O Voo do Pássaro Branco
- 1996-97 As Almas Virtuais
- 1995 Queda de Água / Reflexões
- 1994 A Canção do Bosque da Yara
- 1993 O Sinal Cego
- 1992 Explosões
- 1990-91 A Luz do Leste / Na Luz

## Livros
- In a Different Light: A Bilingual Anthology of Ukrainian Literature Translated into English by Virlana Tkacz and Wanda Phipps as Performed by Yara Arts Group, edição da Olha Luchuk, Lviv: Editora Sribne Slovo, 2008
- Kyrgyz Epic Theatre in New York: Photographs by Margaret Morton  edited by Virlana Tkacz, Bishkek: Universidade da Ásia Central, 2008.
- Shanar: Dedication Ritual of a Buryat Shaman by Virlana Tkacz, with Sayan Zhambalov and Wanda Phipps, photographs by Alexander Khantaev, Nova Iorque: Parabola Books, 2002.